# Daubenya comata
Daubenya comata är en sparrisväxtart som först beskrevs av William John Burchell och John Gilbert Baker, och fick sitt nu gällande namn av John Charles Manning och A.M.van der Merwe. Daubenya comata ingår i släktet Daubenya, och familjen sparrisväxter. Inga underarter finns listade i Catalogue of Life.